# 鱗骨

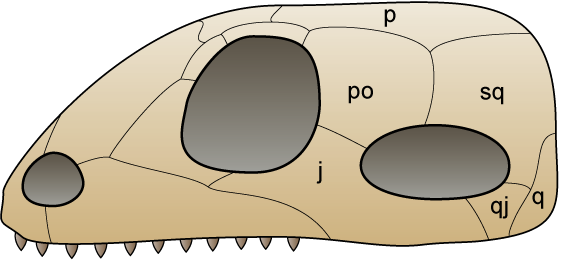
合弓綱動物的皮膜骨的主要組成部分，包括鱗骨（sq）

鱗骨，或稱鱗狀骨，是一個頭顱骨骼，在大多數爬行動物，兩棲動物和鳥類中均存在。在魚類中，它也被稱為翼耳骨或翼聽骨（英語：pterotic bone）。 
在大多數四足動物中，鱗骨和方軛骨組成頭顱的臉頰部分。骨頭是皮膜骨的原始組成，與其他顱骨相比通常較薄。 
鱗骨位於顳顬孔和耳凹口的腹側，前與眶後骨相接，後與方骨和翼狀骨相連。